# Lake Henderson (Neuseeland)
Der Lake Henderson ist ein Gebirgssee im Buller District der Region West Coast auf der Südinsel von Neuseeland.

## Geographie
Der Lake Henderson befindet sich, eingebettet von bis zu 1716 m hohen Bergen der Peel Range, rund 34 km östlich der Westküste und rund 38 km südwestlich der Golden Bay / Mohua. Der See, der auf einer Höhe von 1196 m anzutreffen ist, ist damit Teil des Kahurangi National Park. Mit einer Flächenausdehnung von 13,4 Hektar und einem Umfang von rund 1,72 km erstreckt sich der See über eine Länge von rund 715 m in Nordnordwest-Südsüdost-Richtung und misst an seiner breitesten Stelle rund 225 m in Westsüdwest-Ostnordost-Richtung.
Gespeist wird der Lake Henderson durch einige Gebirgsbäche. Die Entwässerung des Sees findet an seinem südsüdöstlichen Ende über den Breakfast Creek statt, der später in den Roaring Lion River mündet.